# مکس تورتورا
مکس تورتورا (انگلیسی: Max Tortora؛ زادهٔ ۲۱ ژانویهٔ ۱۹۶۳) بازیگر اهل ایتالیا است. وی از سال ۱۹۸۴ میلادی تاکنون مشغول فعالیت بوده‌است.